# Carl-Axel Wachtmeister (1871–1935)
Carl-Axel Hansson Wachtmeister af Johannishus, född 19 mars 1871 i Norra Åsums församling i Kristianstads län, död 7 november 1935 i Paris, var en svensk greve, diplomat och kammarherre.

## Biografi
Wachtmeister var son till godsägaren Hans Wachtmeister (1836–1907) och Wendela Augusta Matilda Stiernsvärd (1841–1903). Han blev sekreterare vid svensk-norska konsulatet i Chicago och blev attaché i Paris den 24 mars 1900. Wachtmeister blev svensk-norsk generalkonsul i Havanna den 8 juli 1904. Han blev tillförordnad generalkonsul i Alexandria den 14 december 1906. Wachtmeister blev generalkonsul därstädes den 5 juni 1907 och diplomatisk agent i Egypten den 27 mars 1908. Han blev konsulardomare därstädes den 1 januari 1910 och kammarherre den 6 juni 1911. Wachtmeister fick ministerresidents n. h. o. v. den 12 mars 1918 och tog avsked som generalkonsul och diplomatisk agent den 11 juli 1919.
Wachtmeister gifte sig den 2 maj 1899 på Terrace Hill, Des Moines, Iowa, USA, med Beulah Cooper Hubbel (5 juli 1874–1958), dotter till Frederick M. Hubbel. Han var far till Fredrik Hans Carl (1909–1973). Wachtmeister avled 1935 och gravsattes på Ängelholms kyrkogård.

## Utmärkelser

### Svenska utmärkelser
- Konung Gustaf V:s jubileumsminnestecken med anledning av 70-årsdagen, 1928.[5]
- Kommendör av första klassen av Nordstjärneorden, 16 juni 1933.[1]
- Kommendör av andra klassen av Nordstjärneorden, 8 december 1923.[1][6]
- Riddare av Nordstjärneorden, 6 juni 1912.[1][7]
- Riddare av Johanniterorden i Sverige, tidigast 1921 och senast 1925.[8][9]

### Utländska utmärkelser
- Första klassen av Egyptiska Nilorden, tidigast 1921 och senast 1925.[8][9]
- Första klassen Osmanska rikets Meschidie-orden, tidigast 1921 och senast 1925.[8][9]
- Riddare av Preussiska Johanniterorden, 1910.[1][10]
- Officer av Franska Hederslegionen, 1930.[1][5]
- Riddare av Franska Hederslegionen, juni 1900.[1][10]
- Andra klassen av Preussiska Röda Korsets medalj.[11]
- Tredje klassen av Preussiska Röda Korsets medalj.[11]